# Markeerpotlood

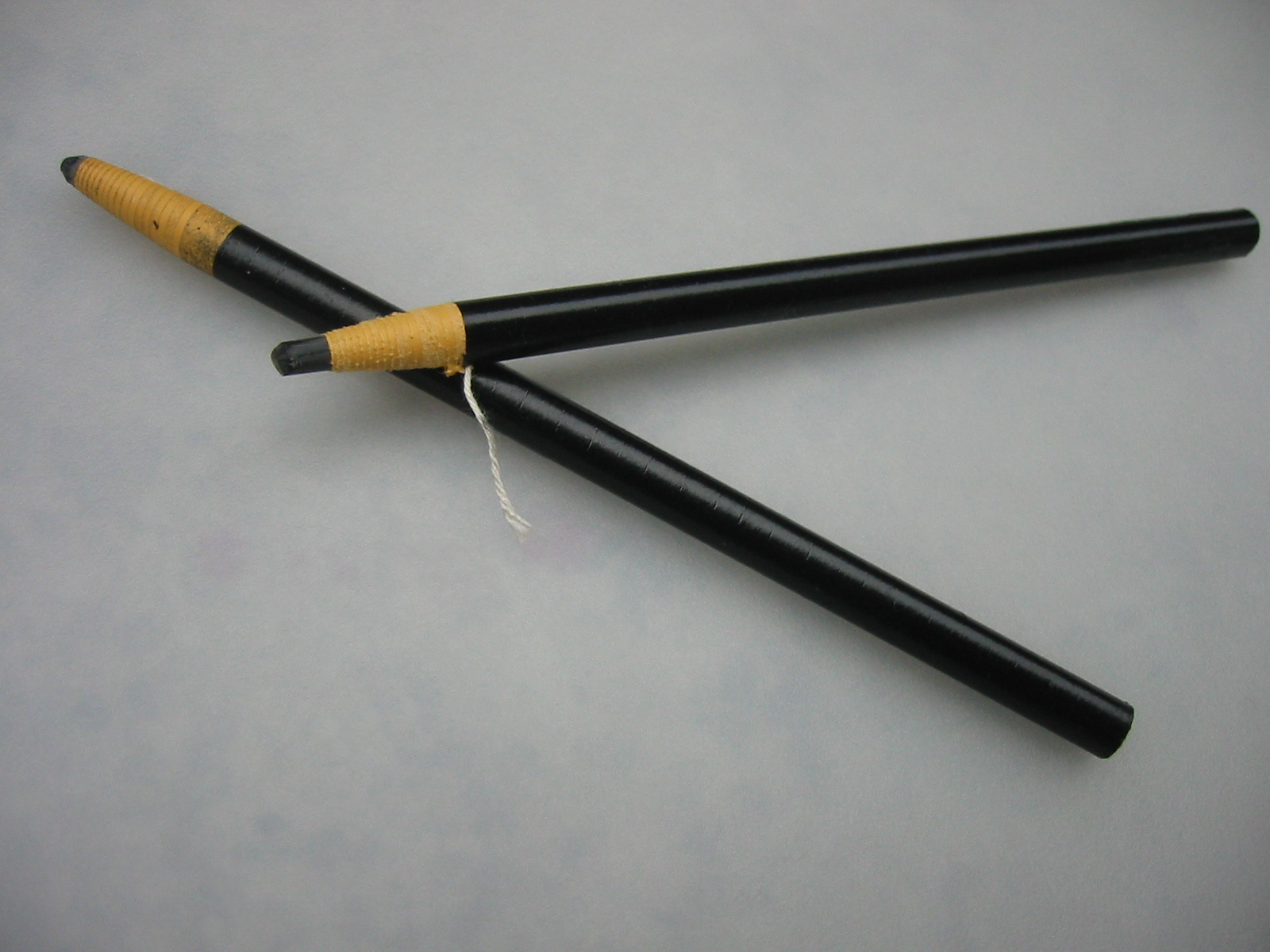
Twee markeerpotloden

Het markeerpotlood is een materiaal om merktekens aan te brengen. Het is ontwikkeld uit het vetkrijt en zou verder ontwikkeld worden tot het kleurpotlood.
Al eeuwenlang werden er in de bouw zelfgemaakte staven vetkrijt gebruikt om merktekens aan te brengen. Eind 18e eeuw kwam de industriële productie ervan op gang; toen bleek dat de vele industrietakken die tijdens de industriële revolutie tot bloei gekomen waren bijna allemaal behoefte hadden aan een tekenmateriaal, mits dat wat fijner van aard was dan een staaf die alleen op een ruwe muur een duidelijk teken achterliet. Het vetkrijt werd al in papier verpakt: in 1835 maakte Johann Sebastian Staedtler in Neurenberg er het markeerpotlood van door een dunnere stift te omhullen met een dikke papierlaag die er afgepeld kon worden. Toen was er al een gamma van een half dozijn kleuren: zwart, wit, geel, rood, groen en blauw. In 1843 was het aantal kleuren toegenomen tot negen. Dat jaar ging hij failliet.
Al vanaf de 17e eeuw bestonden er houten markeerpotloden die een kern hadden van puur grafiet. Die hadden toen de naam "tekenpotlood" omdat ze gebruikt werden om tekens aan te brengen. Vanaf het midden van de 19e eeuw begon men zo'n grafietpotlood te imiteren door een houten omhulsel aan te brengen om een kern van vetkrijt. Markeerpotloden waren echter vaak veel groter en zwaarder dan een Contépotlood voor kunstenaars; zozeer zelf dat toen eind negentiende eeuw bedrijven hun arbeiders een strakkere werkdiscipline begonnen op te leggen en messen verboden werden, vaak ook zware potloden daarbij werden inbegrepen omdat een scherp gesneden potlood zeker zo'n dodelijk wapen was. Rond 1910 waren zo'n twintig verschillende kleuren beschikbaar in allerlei maten en gradaties van zachtheid. Ze waren meestal of veel harder of veel zachter dan het huidige kleurpotlood dat in 1908 door het Duitse bedrijf Faber ontwikkeld werd. Directe voorloper van het kleurpotlood was het bekende "rode potlood" dat door correctoren, leraren en andere bovengeschikten gebruikt werd om fouten in geschriften mee te markeren. Het verschijnen van deze duurdere nakomeling betekende echter geenszins het einde van het markeerpotlood: op dit moment zijn voor tientallen technieken aparte markeerpotloden in de handel, voor het betekenen van keramiek, glas, hout, staal, rubber, leer en talloze andere materialen — en zelfs vee!
De samenstelling is gelijk aan die van vetkrijt, zij het dan vaak met meer was. Het product werd rond 1900 verrassend veel door kunstenaars gebruikt; tegenwoordig veel minder. Veel van de toegepaste pigmenten waren vrij giftig en de veiligheidsvoorschriften zijn later dan bij vele andere producten met pigmenten strenger geworden; het is dus oppassen met ouder materiaal dat vaak nog loodwit of chromaatgeel bevat, beide giftige stoffen.